# Alcis nepalensis
Alcis nepalensis là một loài bướm đêm trong họ Geometridae.